# Австралия (линеен крайцер, 1911)
Австралия (на английски: HMAS Australia) е линеен крайцер на Австралийският кралски флот, от времето на Първата световна война. Един от трите линейни крайцера на типа „Индифатигъбъл“, построени за защита на Британската империя. Заложен през 1911 г., „Австралия“ е приет на въоръжение от Кралския австралийски военноморски флот (Royal Australian Navy-RAN) в като флагмански кораб през 1913 г., и става единственият линеен кораб, служил в КАВМФ.
По време на Първата световна война „Австралия“ служи в Тихия и Атлантическия океани. През 1918 г. той става първият линеен крайцер, носещ на борда си аероплан.
„Австралия“ е потопен с пълно въоръжение през 1924 г. в хода на изпълняването на задълженията, поети от Британската империя съгласно Вашингтонското морско съглашение.

## Конструкция
Корпусът е с полубак, простиращ се на две трети от дължината на кораба с неголямо изкачване към форщевена.
„Австралия“ има обща дължина 179,8 м, ширина 24,4 м и максимално газене от 9,2 м. Нормалната водоизместимост е 18 797 тона и пълна – 22 485 тона. Към 1913 г. екипажът му се състои от 818 офицера и матроса.
Корабът носи два комплекта парни турбини, без редуктори, на Parsons, всяка задвижваща по два гребни вала, използвайки пара, изработвана от 31 котела Babcock & Wilcox. Проектната мощност на турбините е 44 000 конски сили (33 000 кВт), проектната максимална скорост е 25 възела. На изпитанията през 1913 г. турбините развиват 55 000 к.с. (41 013 кВт) при това скоростта съставя 26,89 възела (49,8 км/ч). Далечината на плаване на „Австралия“ е 6690 морски мили (12 390 км) на икономичната скорост от 10 възела (19 км/ч).
„Австралия“ има осем 12-дюймови оръдия Mark X в четири кули Mk. VIII* (най-големите оръдия за цялата история на Австралийския флот). Две кули са поставени на носа и кърмата, обозначени като „А“ и „Х“ съответно. Останалите две са бордови кули, поставени по диагонал: „P“ е отпред и отляво, а „Q“ е разположена отдясно и отзад. Всяка бордова кула има малък сектор за стрелба по противоположната страна. Спомагателното въоръжение се състои от шестнадесет 4-дюймови оръдия BL Mark VII, разположени на надстройките. Крайцерът има два подводни торпедни апарата, и 12 торпеда.
Крайцерът има главен брониран пояс с ширина 4 – 6 дюймов (102 – 152 мм), който се простира между крайните барбети. На „Австралия“ горната бронирана палуба има дебелина 25,4 мм, в района на погребите увеличаваща се до 51 мм. При бордовите кули в района, стиковащ се към борда, нейната дебелина нараства до 64 мм.
Долната, „главна“, бронева палуба има дебелина 25,4 мм със скосове от 25,4 мм, увеличаваща се по краищата до 64 мм.
Челото, страничните и задните стени на кулите на 305-мм оръдия са дебели 178 мм. Покривът на кулите има дебелина 63 – 76 мм, настила на пода в задната част на кулата – 76 мм. Барбетите са дебели 178 мм.
Кула „А“ има 9-футов далекомер (2,7 м) в задната си част.

## Коментари
1. ↑  Всички данни са приведени към момента на влизане в строй.